# HD 107146
HD 107146 — одиночная звезда в созвездии Волосы Вероники. Находится на расстоянии 88 св. лет от Солнца.
Представляет собой жёлтый карлик спектрального класса G2V. Его имя указано в каталоге Генри Дрейпера. В 2004 году группа астрономов обнаружила присутствие осколочного пылевого диска вокруг него, впервые, когда подобный диск был найден около звезды, похожей по спектральному классу на наше Солнце. Возраст этой системы находится между 80 и 200 миллионами лет, наиболее вероятно составляет 90 миллионов лет. Таким образом этот жёлтый карлик гораздо моложе Солнца (возраст Солнца составляет 5 млрд лет).
На иллюстрации приведено изображение осколочного пылевого диска, окружающего HD 107146. Более яркая сторона ближе к нам. Диск более красный, чем сама звезда, свет которой он отражает, что указывает на содержание в нём зёрен пыли размером в 0,001—0,002 мм (приблизительно в 100 раз меньше, чем домашняя пыль).
Этот диск, скорее всего, сформирован осколками от столкновений тел, уже появившихся в очень молодой звёздной системе. Вероятно, что этот диск является некоторой ранней фазой формирования планетной системы. Наше Солнце, как полагают, также имеет пылевое кольцо, которое лежит дальше орбиты Нептуна, но является в десять раз более узким, чем это кольцо вокруг HD 107146. Кольцо вокруг нашей солнечной системы содержит в 1 000 — 10 000 раз меньше пыли. Размер кольца, толщина и количество пыли делают маловероятным развитие HD 107146 в систему, подобную нашей системе. Это интересно, поскольку показывает, что планетные системы вокруг очень сходных звёзд могут иметь совсем разные эволюционные пути.
Открытие было осуществлено при помощи космических телескопов Хаббл и Спитцер. Также были найдены другие подобные диски около звезды β Живописца и Веги.